# Влияние пандемии COVID-19 на аборты в США
Во время пандемии COVID-19 правительственные чиновники по борьбе с абортами в нескольких американских штатах ввели или попытались ввести ограничения на аборт, характеризуя его как несущественную процедуру, которая может быть приостановлена во время неотложной медицинской помощи.
Приказы привели к нескольким правовым спорам и критике со стороны правозащитных групп и нескольких национальных медицинских организаций, включая Американскую медицинскую ассоциацию. Правовые проблемы со стороны поставщиков услуг по прерыванию беременности, многие из которых представлены Американским союзом защиты гражданских свобод и организацией «Планируемое родительство», приостановили некоторые из запретов на временной основе, хотя запреты в некоторых штатах не оспаривались.

## Разногласия
Во время пандемии COVID-19 в Соединённых Штатах Америки многие второстепенные медицинские процедуры были временно приостановлены для сохранения медицинских ресурсов, таких как средства индивидуальной защиты (СИЗ). В контексте этих приказов ряд республиканских чиновников и защитников абортов утверждали, что аборт следует считать несущественным, что приводит к тому, что во многих штатах указы запрещают процедуру.
Несколько медицинских организаций и правозащитных групп выступили с заявлениями, критикующими ограничения. Американская медицинская ассоциация охарактеризовала их как «использование этого момента для запрета или резкого ограничения охраны репродуктивного здоровья женщин». Американский колледж акушеров и гинекологов, Американский Совет по акушерству и гинекологии, Американская ассоциация гинекологических лапароскопистов, Американское гинекологическое и акушерское общество, Американское общество репродуктивной медицины, Общество академических специалистов в области общего акушерства и гинекологии, Общество планирования семьи, Общество медицины матери и плода опубликовали совместное заявление о том, что «аборт не должен классифицироваться как [процедура, которая может быть отложена во время пандемии]. Аборт — это важнейший компонент комплексного медицинского обслуживания. Это также чувствительная ко времени услуга, для которой задержка в несколько недель, а в некоторых случаях и дней, может увеличить риски или потенциально сделать её полностью недоступной».
План С (Plan C), веб-сайт, который предоставляет информацию о онлайн-продавцах таблеток для абортов, отметил, что его трафик удвоился к 23 марта и утроился к 8 апреля. Издание Jewish Currents сообщило, что к середине марта его аудитория для статьи о том, как вызвать аборт, была «зашкаливающей».

## Влияние по штатам

### Алабама
Приказ Государственного санитарного врача от марта 2020 года требовал, чтобы «все стоматологические и медицинские процедуры по выбору были отложены». Департамент общественного здравоохранения штата Алабама первоначально заявил, что исполнители абортов не были затронуты этим приказом. Приказ был изменён 27 марта, чтобы запретить любые медицинские процедуры, кроме тех, которые лечат «неотложное медицинское состояние», а Генеральный прокурор штата Стив Маршалл уточнил, что клиники по абортам не являются исключением. Американский союз защиты гражданских свобод штата Алабама, представляющий интересы алабамских провайдеров абортов и клиник, оспорил этот приказ, запросив временный запретительный судебный приказ. 30 марта окружной судья США Майрон Герберт Томпсон удовлетворил временный запретительный судебный приказ, заявив, что толкование генеральным прокурором приказа от 27 марта было чрезмерно широким, что потенциально может привести к неоправданному обременению доступа к абортам. Запретительный судебный приказ должен был истечь 13 апреля 2020 года, а Томпсон издал предварительный судебный запрет 12 апреля, чтобы сохранить доступ к абортам. Штат проиграл апелляцию 23 апреля, что означает, что услуги по абортам всё ещё легальны.

### Аляска
В марте был выдан мандат на ограничение несрочных медицинских процедур до 15 июня. 6 апреля мандат был уточнён, чтобы включить в него хирургические аборты. В частности, не допускается проведение абортов, «если только продолжение беременности в период отсрочки не угрожает жизни или физическому здоровью матери». Однако 28 апреля Американский союз защиты гражданских свобод сообщил, что аборты по-прежнему совершаются на Аляске. Временный запрет, введённый в марте, продержался всего неделю, прежде чем был заменён новым приказом.

### Арканзас
Департамент здравоохранения штата Арканзас издал приказ о том, что все медицинские процедуры, которые можно безопасно отложить, должны быть перенесены. Генеральный прокурор Лесли Ратледж заявила, что этот приказ включает в себя «любой вид аборта, который не является немедленно необходимым с медицинской точки зрения для сохранения жизни или здоровья матери». Штрафы за неисполнение приказа не были детализированы, хотя Ратледж заверила о «решительных действиях». Департамент здравоохранения штата направил письмо о прекращении производства абортов в одну из двух клиник штата за нарушение этого приказа. 13 апреля Американский союз защиты гражданских свобод подал в суд на штат Арканзас, требуя, чтобы окружной суд заблокировал запрет на услуги абортов. Федеральный судья временно заблокировал запрет штата, но 22 апреля Апелляционный суд США по восьмому округу отменил это решение и постановил, что штат может ограничить большинство хирургических абортов. Запрет на медикаментозные аборты был отменён.
27 апреля вступил в силу приказ Департамента здравоохранения штата Арканзас, в котором говорится, что все люди, желающие сделать плановую операцию, включая аборт, должны сдать отрицательный тест на COVID-19 за 48 часов до процедуры. 1 мая Американский союз защиты гражданских свобод подал ещё один иск против штата, заявив, что некоторые женщины не могут легко получить доступ к тестированию, и поэтому приказ лишает их права на аборт. 7 мая федеральный судья Брайан Стейси Миллер отклонил ходатайство союза защиты свобод, назвав это решение «мучительно трудным», но заявив, что ограничение индивидуальных свобод может быть оправдано во время мирового кризиса здравоохранения.

### Индиана
В марте губернатор штата Индиана Эрик Холкомб подписал указ, запрещающий медицинские процедуры по выбору, включая Аборты. Приказ вступил в силу 1 апреля. Из приказа было неясно, разрешены ли всё ещё хирургические аборты. По состоянию на 23 апреля никаких судебных исков против запрета абортов в Индиане подано не было.

### Айова
Губернатор Ким Рейнольдс включила аборт в число несущественных медицинских процедур и временно запретила его в ответ на пандемию. Производители абортов подали петицию с просьбой о введении чрезвычайного судебного запрета против этого приказа, утверждая, что он нарушает права женщин в соответствии с Конституцией штата и «серьёзно угрожает их здоровью, безопасности и благосостоянию». Генеральный адвокат штата Айова Джеффри Томпсон ответил на петицию, уточнив, что этот приказ не является полным запретом, но будет учитывать медицинские факторы, включая срок беременности. Провайдеры отозвали петицию на основании его объяснений. Запланированное родительство объявило, что оно «возобновит приём пациентов для проведения внутрибольничных процедур в соответствии с прокламацией губернатора Ким Рейнольдс», в то время как Рейнольдс, как было сказано, «довольна тем, что её прокламация остаётся в полной силе и что хирургические аборты не будут исключены от этой приостановки несущественных и плановых операций».

### Луизиана
В марте Департамент здравоохранения Луизианы издал директиву об ограничении несрочных медицинских процедур, хотя аборты специально не упоминались. В начале апреля Генеральный прокурор штата Джефф Лэндри начал расследование, чтобы определить, соблюдают ли три клиники штата по абортам этот приказ. 14 апреля Запланированное родительство, Центр репродуктивных прав и Американский союз защиты гражданских свобод подали федеральный иск в попытке заблокировать запрет штата Луизиана. Директива департамента здравоохранения не имеет установленного срока действия.

### Миссисипи
В марте вступила в силу директива штата Миссисипи о временном запрете несущественных медицинских процедур, процедур по выбору. Губернатор Тейт Ривз заявил, что он примет «все необходимые меры для защиты не только жизней нерождённых детей, но и жизней всех, кто может заразиться этим конкретным вирусом». Центр репродуктивных прав подтвердил, что Джексонская женская организация здравоохранения, единственная клиника абортов в Миссисипи, всё ещё открыта и выполняет процедуры.

### Огайо
17 марта Эми Эктон, директор Департамента здравоохранения штата Огайо, издала приказ, запрещающий несущественные операции ради сохранения средств индивидуальной защиты. Губернатор Майк Деуайн заявил, что аборты не должны проводиться во время пандемии, за исключением тех случаев, когда жизнь беременной находится под угрозой. Генеральный прокурор Дейв Йост и заместитель генерального прокурора Джонатан Фулкерсон направили письма в клиники абортов с инструкциями «немедленно прекратить выполнение несущественных и плановых хирургических абортов», определяемых как «те, которые могут быть отложены без неоправданного риска для текущего или будущего здоровья пациента». Две клиники Запланированного Родительства ответили на эти письма заявлением о том, что они следуют этому приказу, описывая хирургические аборты как необходимые процедуры, всё ещё разрешённые в соответствии с правилами чрезвычайной ситуации.
Производители абортов штата обжаловали данное постановление, их представляли адвокаты из Американского союза защиты гражданских свобод, Запланированного Родительства, Американского союза защиты гражданских свобод штата Огайо и Gerhardstein & Branch Co. Запланированное Родительство подало ходатайство о временном ограничительном ордере, который был удовлетворён судьёй окружного суда США Майклом Барретом 1 апреля на 14 дней. В своём постановлении он заявил, что врач пациента, а не правительство штата должны определить, является ли аборт необходимым, и что штат не смог доказать, что запрет хирургических абортов «приведёт к какой-либо полезной сумме чистой экономии в Огайо, так чтобы чистая экономия перевешивала вред от ликвидации абортов».
Amicus curiae были поданы республиканскими генеральными прокурорами пятнадцати штатов, включая соседние Кентукки, Индиану и Западную Виргинию, в поддержку усилий Огайо по ограничению абортов во время пандемии. Йост обжаловал решение Барретта, уточнив в судебном иске от имени Департамента здравоохранения штата Огайо, что ордер действительно разрешает медикаментозные аборты и что «врачи остаются свободными выполнять хирургические аборты, необходимые для здоровья или жизни матери, а также хирургические аборты, которые не могут быть отложены без ущерба для прав пациента на аборт». Барретт отклонил запрос штата Огайо приостановить действие его приказа до решения Апелляционного суда. 6 апреля апелляционная жалоба штата была отклонена Апелляционным судом США по шестому округу. 23 апреля Барретт издал ещё один предварительный судебный запрет, в котором говорится, что хирургические аборты могут продолжаться, если поставщик услуг определит, что задержка процедуры приведёт к тому, что беременность станет жизнеспособной, и тем самым предотвратит доступ к аборту. Закон штата Огайо запрещает аборты после 22 недели беременности.

### Оклахома
В марте губернатор Кевин Ститт подписал исполнительный указ об ограничении медицинских процедур по выбору, позже подтвердив, что сюда были включены все виды услуг по абортам, за исключением тех, которые необходимы в экстренной медицинской ситуации или для «предотвращения серьёзных рисков для здоровья» беременной. 6 апреля федеральный судья Чарльз Барнс Гудвин заблокировал исполнительный указ, постановив, что штат действовал произвольно, необоснованно и угнетающе, что создавало неоправданное бремя для доступа к абортам в Оклахоме.

### Теннесси
23 марта губернатор Билл Ли подписал указ о запрете несущественных медицинских процедур до 13 апреля. Его пресс-секретарь Гиллум Фергюсон сказал: «губернатор Ли считает, что аборты по выбору не являются существенными процедурами, и, учитывая состояние средств индивидуальной защиты в Теннесси и по всей стране, он надеется и ожидает, что эти процедуры не будут проводиться во время этого кризиса». В исполнительном указе не было конкретно указано, что аборт является несущественной медицинской процедурой, и не было указано никаких наказаний за несоблюдение этого приказа. 8 апреля Ли подписал ещё один исполнительный указ, в котором абортным клиникам фактически запретили хирургические аборты. Теннессийские поставщики абортов заявили, что этот приказ был неконституционным, и добавили свой иск к существующему федеральному иску. Государственные клиники, где делаются аборты были представлены в лице Американского фонда гражданских свобод штата Теннесси, Barrett Johnston Martin & Garrison LLC, Jessee & Jessee, Kramer Levin Naftalis & Frankel LLP, Центра по репродуктивным правам, Американского союза защиты гражданских свобод и Федерации планируемого родительства Америки. Срок действия указа Ли истекает 30 апреля. Запрет был отменён 17 апреля окружным судьёй Бернардом А. Фридманом, который заявил, что штат не указал, что какое-либо значительное количество средств индивидуальной защиты будет сохранено путём запрета абортов.

### Техас
В Техасе губернатор Грег Эбботт издал распоряжение 22 марта, которое временно запретило медицинские процедуры по выбору. Генеральный прокурор Кен Пакстон предупредил 23 марта, что в настоящее время запрещены все аборты, кроме тех, которые необходимы для «сохранения жизни или здоровья» беременной женщины. Лица, признанные нарушителями запрета, могут быть оштрафованы на сумму до 1000 долларов, заключены в тюрьму на 180 дней и лишены медицинской лицензии. Организации «Запланированное Родительство», Центр по репродуктивным правам и Законодательный проект оспорили приказ от имени провайдеров абортов штата. Окружной судья США Ли Йикель вынес решение в пользу клиник 26 марта, заявив, что временный запрет на аборты «не позволяет женщинам Техаса осуществлять то, что, как заявил Верховный суд, является их основным конституционным правом прерывать беременность до того, как плод станет жизнеспособным». Это решение было отменено 31 марта 2020 года, когда Апелляционный суд США по Пятому округу разрешил Техасу восстановить запрет. 11 апреля провайдеры абортов штата просили Верховный суд США вмешаться и прекратить запрет. 13 апреля Апелляционный суд США по пятому округу отменил часть своего предыдущего решения, определив, что медикаментозный аборт допустим. Это снова было отменено 20 апреля, когда Суд пятого округа ещё раз заявил, что штат может заблокировать доступ к медикаментозному аборту. Запрет исполнительного приказа по поводу процедур, не являющихся необходимыми с медицинской точки зрения, истёк 21 апреля. 22 апреля штат объявил, что хирургические и медикаментозные аборты могут возобновиться.

### Западная Виргиния
Губернатор Джим Джастис подписал указ о временном запрете выборных медицинских процедур. 2 апреля Генеральный прокурор штата Патрик Морриси заявил, что приказ включает аборты и подразумевает юридические последствия против единственной клиники штата, если аборты продолжатся. 25 апреля Американский союз защиты гражданских свобод, ACLU Западной Виргинии и WilmerHale подали иск от имени Центра здоровья женщин Западной Виргинии в попытке заблокировать временный запрет на аборты.